# Darja Alexandrowna Beloussowa
Darja Alexandrowna Beloussowa (russisch Дарья Александровна Белоусова, wiss. Transliteration Dar'ja Aleksandrovna Belousova; * 13. Januar 1966 in Moskau, RSFSR, Sowjetunion) ist eine russische Theater- und Filmschauspielerin.

## Leben
Beloussowa wurde am 13. Januar 1966 in Moskau geboren. 1987 schloss sie die Russische Akademie für Theaterkunst erfolgreich ab. Nach ihrer Zeit auf der Akademie wurde sie Teil des Ensembles des Hermitage Moscow Theater. Sie spielte in einer Vielzahl von Theaterstücken mit. Ein Jahr später folgte ihr Filmdebüt im Spielfilm The Queen of Spades. In den nächsten Jahren folgten weitere Beteiligungen an Filmproduktionen. 1999 wurde sie zur Volkskünstlerin Russlands gekürt. Sie wirkte in größeren Rollen in den Fernsehserien Sklifosovskiy, The Cycle, Torgsin, The Nurse und Small-Time Traders mit.

## Filmografie (Auswahl)
- 1988: The Queen of Spades (Pikovaya dama/Пиковая дама)
- 2005: Kamenskaya chetyre (Каменская - 4) (Fernsehserie, 4 Episoden)
- 2014: Sklifosovskiy (Склифосовский) (Fernsehserie, 24 Episoden)
- 2017: The Cycle (Krugovorot/Круговорот) (Fernsehserie, 24 Episoden)
- 2017: Torgsin (Торгсин) (Fernsehserie, 8 Episoden)
- 2018: The Nurse (Sidelka/Сиделка) (Fernsehserie, 16 Episoden)
- 2018: Small-Time Traders (Chelnochnitsy/Челночницы) (Fernsehserie, 16 Episoden)
- 2019: Queen of Spades – Through the Looking Glass (Pikovaya dama. Zazerkale/Пиковая дама: Зазеркалье)
- 2019: Evil Boy (Tvar/Тварь)